# Forcalqueiret
Forcalqueiret – miejscowość i gmina we Francji, w regionie Prowansja-Alpy-Lazurowe Wybrzeże, w departamencie Var.
Według danych na rok 1990 gminę zamieszkiwały 1313 osoby, a gęstość zaludnienia wynosiła 127 osób/km² (wśród 963 gmin regionu Prowansja-Alpy-W. Lazurowe Forcalqueiret plasuje się na 332. miejscu pod względem liczby ludności, natomiast pod względem powierzchni na miejscu 686.).